# Gournay-sur-Aronde
Gournay-sur-Aronde est une commune française située dans le département de l'Oise, en région Hauts-de-France.

## Géographie
La rivière Aronde passe par Gournay-sur-Aronde.
| Lataule           | Cuvilly                | Ressons-sur-Matz |
| Neufvy-sur-Aronde | Gournay-sur-Aronde     | Antheuil-Portes  |
| Moyenneville      | Hémévillers Montmartin | Monchy-Humières  |

### Hydrographie

#### Réseau hydrographique
La commune est située dans le bassin Seine-Normandie. Elle est drainée par l'Aronde et la Somme Dor,,.
L'Aronde, d'une longueur de 26 km, prend sa source dans la commune de Montiers et se jette  dans l'Oise (rive gauche) à Clairoix, après avoir traversé 13 communes. Les caractéristiques hydrologiques de l'Aronde sont données par la station hydrologique située sur la commune d'Hémévillers. Le débit moyen mensuel est de 0,594 m3/s. Le débit moyen journalier maximum est de 1,69 m3/s, atteint lors de la crue du 1er mai 2024. Le débit instantané maximal est quant à lui de 1,95 m3/s, atteint le 20 août 2023.

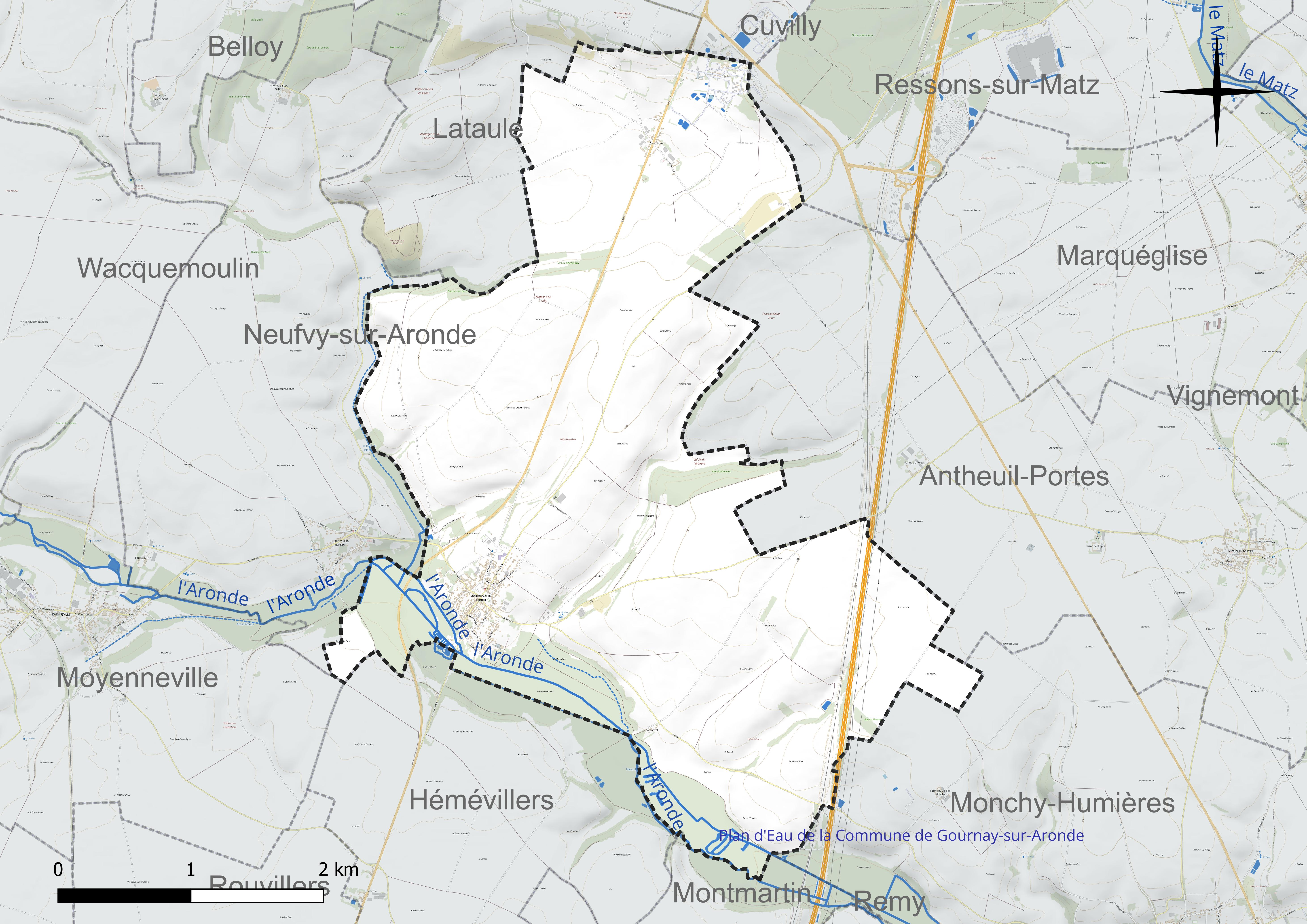
Réseau hydrographique de Gournay-sur-Aronde.

Un plan d'eau complète le réseau hydrographique : le plan d'eau de la commune de Gournay-sur-Aronde (1,1 ha),.

#### Gestion et qualité des eaux
Le territoire communal est couvert par le schéma d'aménagement et de gestion des eaux (SAGE) « Sensée ». Ce document de planification concerne un territoire de 789 km2 de superficie, délimité par trois bassins versants en totalité ou en partie (Aisne, Oise et Aronde). Le périmètre a été arrêté le 16 octobre 2001 et le SAGE proprement dit a été approuvé le 8 juin 2009, puis révisé le 27 novembre 2019. La structure porteuse de l'élaboration et de la mise en œuvre est le syndicat mixte Oise-Aronde. 
La qualité des cours d'eau peut être consultée sur un site dédié géré par les agences de l'eau et l'Agence française pour la biodiversité. 

### Climat
Pour des articles plus généraux, voir Climat des Hauts-de-France et Climat de l'Oise.
En 2010, le climat de la commune est de type climat océanique dégradé des plaines du Centre et du Nord, selon une étude du CNRS s'appuyant sur une série de données couvrant la période 1971-2000. En 2020, Météo-France publie une typologie des climats de la France métropolitaine dans laquelle la commune est exposée à un climat océanique et est dans la région climatique  Nord-est du bassin Parisien, caractérisée par un ensoleillement médiocre, une pluviométrie moyenne régulièrement répartie au cours de l'année et un hiver froid (3 °C). 
Pour la période 1971-2000, la température annuelle moyenne est de 10,7 °C, avec une amplitude thermique annuelle de 15 °C. Le cumul annuel moyen de précipitations est de 672 mm, avec 11,1 jours de précipitations en janvier et 8,3 jours en juillet. Pour la période 1991-2020, la température moyenne annuelle observée sur la station météorologique la plus proche, située sur la commune de Margny-lès-Compiègne à 13 km à vol d'oiseau, est de 11,2 °C et le cumul annuel moyen de précipitations est de 633,5 mm,. Pour l'avenir, les paramètres climatiques de la commune estimés pour 2050 selon différents scénarios d'émission de gaz à effet de serre sont consultables sur un site dédié publié par Météo-France en novembre 2022.

## Urbanisme

### Typologie
Au 1er janvier 2024, Gournay-sur-Aronde est catégorisée bourg rural, selon la nouvelle grille communale de densité à sept niveaux définie par l'Insee en 2022.
Elle est située hors unité urbaine. Par ailleurs la commune fait partie de l'aire d'attraction de Compiègne, dont elle est une commune de la couronne,. Cette aire, qui regroupe 101 communes, est catégorisée dans les aires de 50 000 à moins de 200 000 habitants,.

### Occupation des sols
L'occupation des sols de la commune, telle qu'elle ressort de la base de données européenne d'occupation biophysique des sols Corine Land Cover (CLC), est marquée par l'importance des territoires agricoles (77,4 % en 2018), en diminution par rapport à 1990 (81,6 %). La répartition détaillée en 2018 est la suivante : 
terres arables (73,3 %), zones industrielles ou commerciales et réseaux de communication (10,8 %), forêts (9,6 %), zones agricoles hétérogènes (4,1 %), zones urbanisées (2,2 %). L'évolution de l'occupation des sols de la commune et de ses infrastructures peut être observée sur les différentes représentations cartographiques du territoire : la carte de Cassini (XVIIIe siècle), la carte d'état-major (1820-1866) et les cartes ou photos aériennes de l'IGN pour la période actuelle (1950 à aujourd'hui).

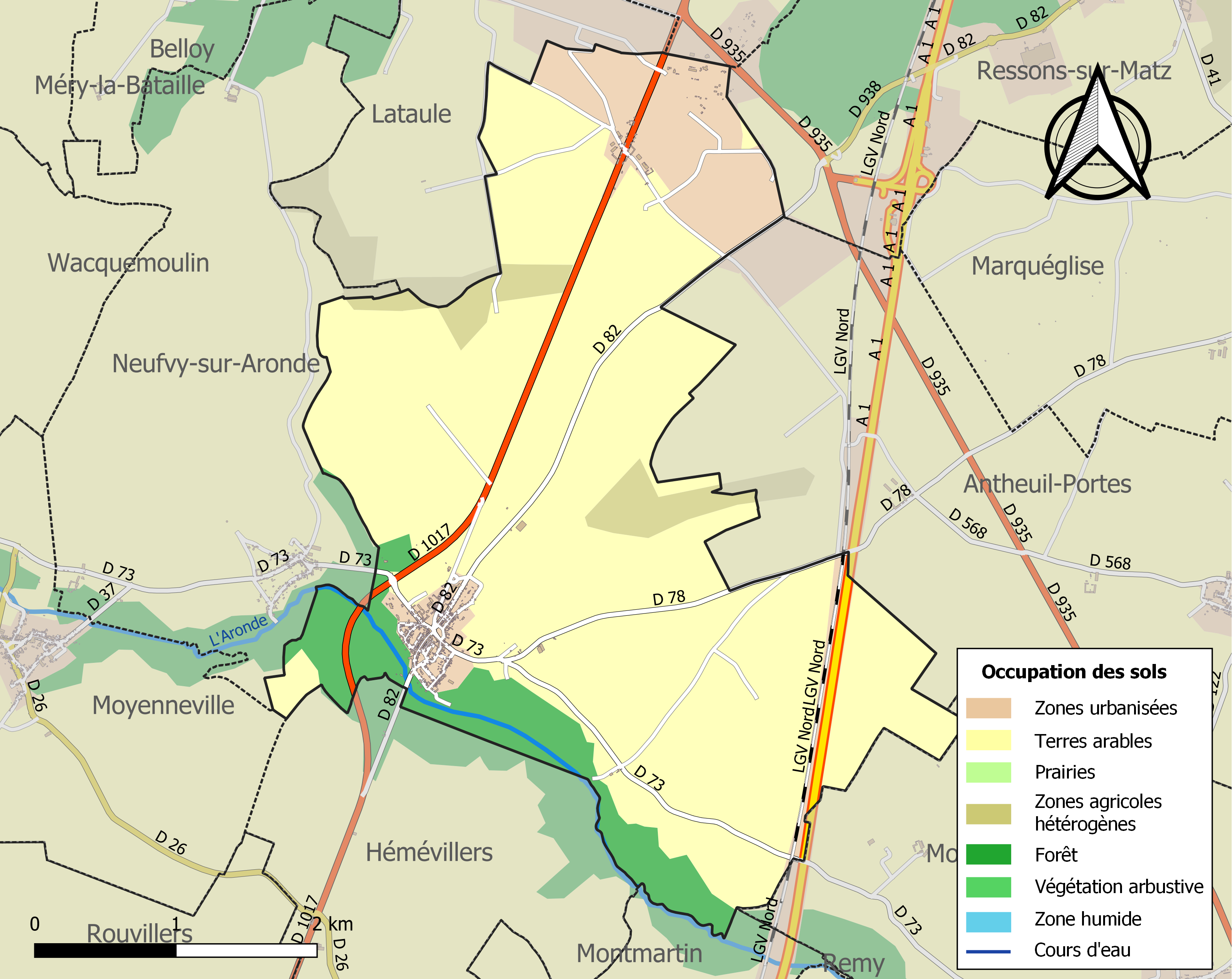
Carte des infrastructures et de l'occupation des sols de la commune en 2018 (CLC).

### Voies de communication et transports
La commune est desservie, en 2023, par les lignes 663, 6301, 6303 et 6334 du réseau interurbain de l'Oise.

## Toponymie
Premières mentions de la localité : Gornacensis terra  1090, Gornacum v.1138, Gorniacum 1190, Gournacum 1204, Gorneyo 1255, terre de Gournay 1255, Gournay fur Aronde 1269, 1518, Gournay 1757.
Le toponyme serait issu d'un nom de personne roman Cornus suivi du suffixe -acum, d'origine gauloise et marquant le lieu et par extension la propriété. Cependant le nom de lieu Gournay et  Gornac est très fréquent et aucune forme ancienne n'est de type *Cornacum, mais rend compte d'un Gornacum avec G- à l'initiale. C'est pourquoi certains auteurs considèrent que le premier élément Gorn- / Gourn- représente un thème hydronymique pré-latin *gorn (postulée par l'ancien français gornel « marécageux »), > français gord « réserve d'eau, bief », dans lequel il s'est possiblement croisé avec le gaulois *gorto « enclos » (cf. vieil irlandais gort « champ »). Cette explication est conforme à la localisation du village sur le cours de l'Aronde et plus spécifiquement à l'emplacement de l'oppidum gaulois situé à proximité de ses berges.
L'Aronde est un cours d'eau français de petite importance, qui coule dans le département de l'Oise, en région Hauts-de-France, dans l'ancienne région Picardie. C'est un affluent de l'Oise en rive droite, donc un sous-affluent de la Seine.

## Histoire
Une implantation gauloise y a été révélée par des fouilles d'un sanctuaire ayant débuté en 1975. Le site archéologique est situé au sud de l'actuelle localité et de l'Aronde dans le lieu-dit Le Parc. L'oppidum de 15 ha a été trouvé entre les lieux-dits Le Château Baudoin et la Montagne Blanche.

## Politique et administration

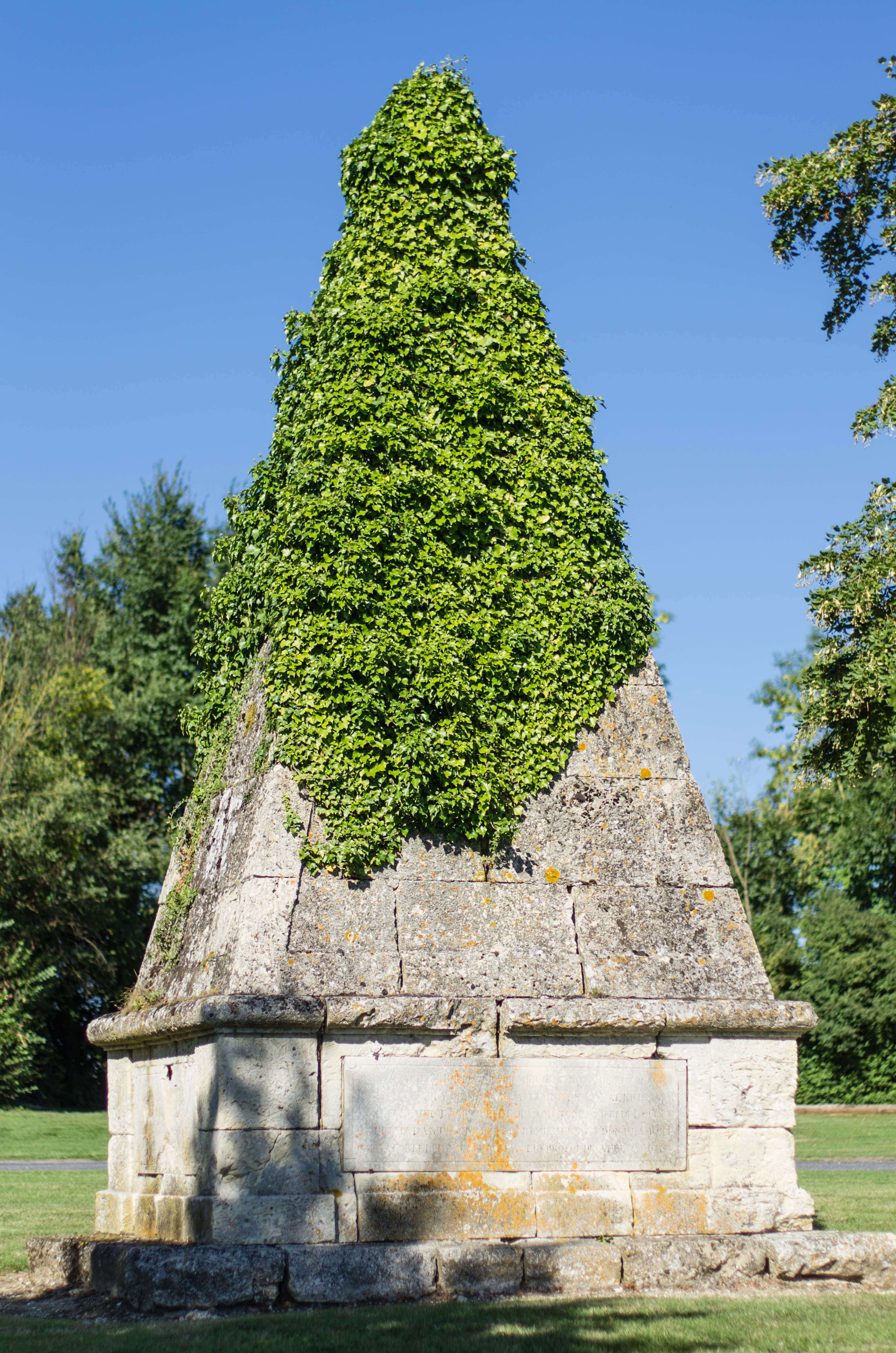
Le monument funéraire de Madame Jarry de Mancy.

| Période                                  | Période                        | Identité          | Étiquette | Qualité                        |
| ---------------------------------------- | ------------------------------ | ----------------- | --------- | ------------------------------ |
| Les données manquantes sont à compléter. |                                |                   |           |                                |
| avant 1988                               | ?                              | Jean Agniel       |           |                                |
| mars 2001                                | 2008                           | Michel Cordonnier |           |                                |
| mars 2008                                | En cours (au 5 septembre 2014) | Daniel Forget     |           | Réélu pour le mandat 2014-2020 |

## Population et société

### Démographie

#### Évolution démographique
L'évolution du nombre d'habitants est connue à travers les recensements de la population effectués dans la commune depuis 1793. Pour les communes de moins de 10 000 habitants, une enquête de recensement portant sur toute la population est réalisée tous les cinq ans, les populations de référence des années intermédiaires étant quant à elles estimées par interpolation ou extrapolation. Pour la commune, le premier recensement exhaustif entrant dans le cadre du nouveau dispositif a été réalisé en 2005.

En 2022, la commune comptait 535 habitants, en évolution de −7,12 % par rapport à 2016 (Oise : +0,87 %, France hors Mayotte : +2,11 %).
| 1793 | 1800 | 1806 | 1821 | 1831  | 1836  | 1841  | 1846  | 1851 |
| ---- | ---- | ---- | ---- | ----- | ----- | ----- | ----- | ---- |
| 870  | 868  | 902  | 906  | 1 030 | 1 026 | 1 007 | 1 013 | 879  |

| 1856 | 1861 | 1866 | 1872 | 1876 | 1881 | 1886 | 1891 | 1896 |
| ---- | ---- | ---- | ---- | ---- | ---- | ---- | ---- | ---- |
| 903  | 901  | 857  | 871  | 848  | 791  | 822  | 813  | 776  |

| 1901 | 1906 | 1911 | 1921 | 1926 | 1931 | 1936 | 1946 | 1954 |
| ---- | ---- | ---- | ---- | ---- | ---- | ---- | ---- | ---- |
| 755  | 758  | 697  | 527  | 608  | 613  | 559  | 520  | 553  |

| 1962 | 1968 | 1975 | 1982 | 1990 | 1999 | 2005 | 2006 | 2010 |
| ---- | ---- | ---- | ---- | ---- | ---- | ---- | ---- | ---- |
| 573  | 554  | 513  | 513  | 544  | 581  | 585  | 586  | 601  |

| 2015 | 2020 | 2022 | - | - | - | - | - | - |
| ---- | ---- | ---- | - | - | - | - | - | - |
| 584  | 539  | 535  | - | - | - | - | - | - |

#### Pyramide des âges
La population de la commune est relativement jeune.
En 2018, le taux de personnes d'un âge inférieur à 30 ans s'élève à 35,7 %, soit en dessous de la moyenne départementale (37,3 %). À l'inverse, le taux de personnes d'âge supérieur à 60 ans est de 23,9 % la même année, alors qu'il est de 22,8 % au niveau départemental.
En 2018, la commune comptait 293 hommes pour 269 femmes, soit un taux de 52,14 % d'hommes, largement supérieur au taux départemental (48,89 %).
Les pyramides des âges de la commune et du département s'établissent comme suit.
| Hommes | Classe d’âge | Femmes |
| ------ | ------------ | ------ |
| 0,4    | 90 ou +      | 0,8    |
| 6,8    | 75-89 ans    | 8,9    |
| 14,6   | 60-74 ans    | 16,7   |
| 22,4   | 45-59 ans    | 20,2   |
| 19,9   | 30-44 ans    | 18,2   |
| 17,8   | 15-29 ans    | 19,4   |
| 18,1   | 0-14 ans     | 15,9   |

| Hommes | Classe d’âge | Femmes |
| ------ | ------------ | ------ |
| 0,5    | 90 ou +      | 1,4    |
| 5,5    | 75-89 ans    | 7,6    |
| 15,6   | 60-74 ans    | 16,3   |
| 20,8   | 45-59 ans    | 20     |
| 19,4   | 30-44 ans    | 19,4   |
| 17,6   | 15-29 ans    | 16,2   |
| 20,6   | 0-14 ans     | 19,1   |

## Héraldique
| Armes de Gournay-sur-Aronde | Les armes de Gournay-sur-Aronde se blasonnent ainsi : de gueules à la fasce ondée d'argent, accompagnée en chef d'un château d'or maçonné de sable et en pointe d'un huchet d'or. |

## Lieux et monuments
- Le sanctuaire celtique qui est considéré comme une référence pour le IIIe siècle av. J.-C. par les celtologues.
- L'église est sous le vocable de Notre-Dame. Elle a été rebâtie au XIXe siècle. On y conserve des reliques de Saint-Maur. Elle fait suite à un prieuré fondé en 1086 et dont la partie attenante  fut l'église paroissiale, qui furent détruits en 1636 par les Espagnols[35].
- Le château de Gournay, conservé, mais dont les somptueux jardins et canaux ont disparu.

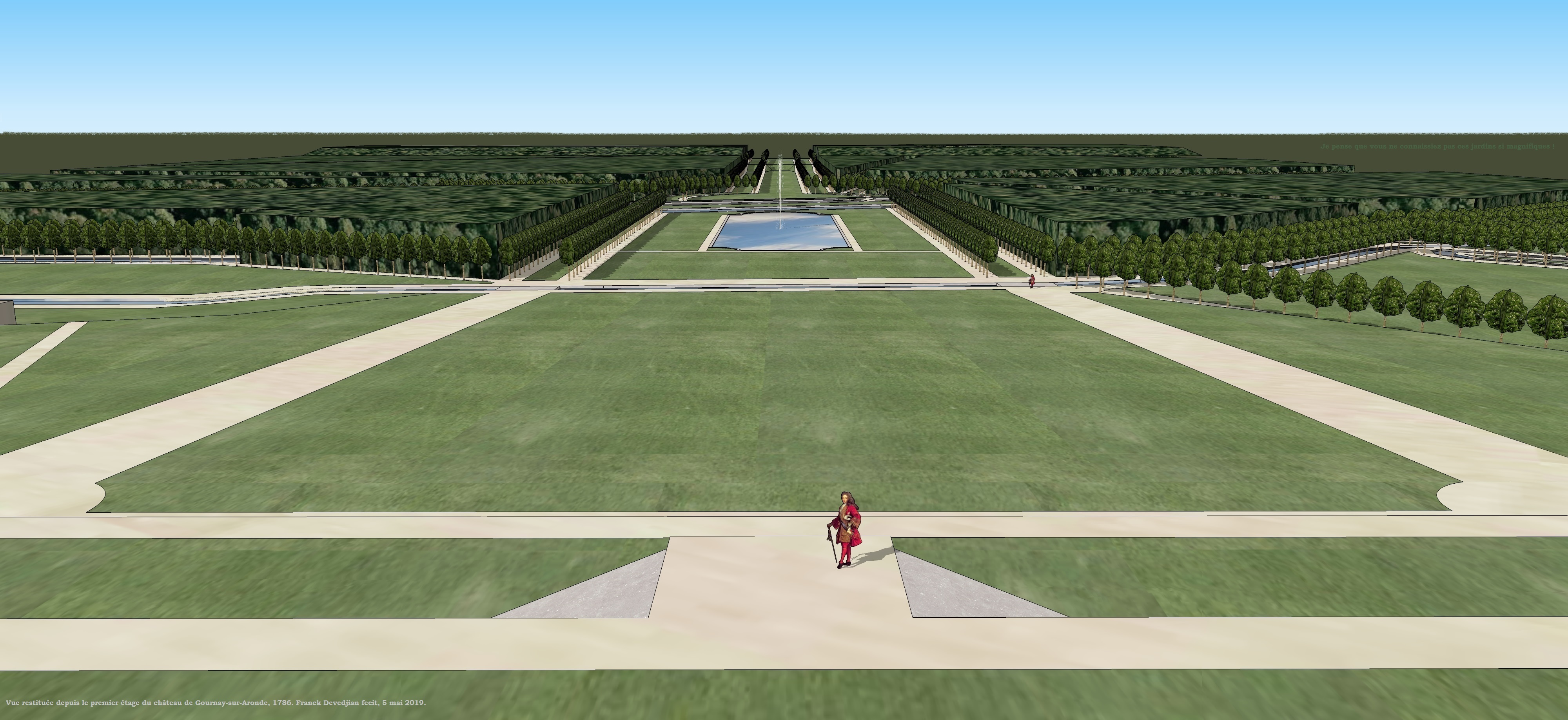
Vue restituée du jardin du château de Gournay-sur-Aronde, en 1786.
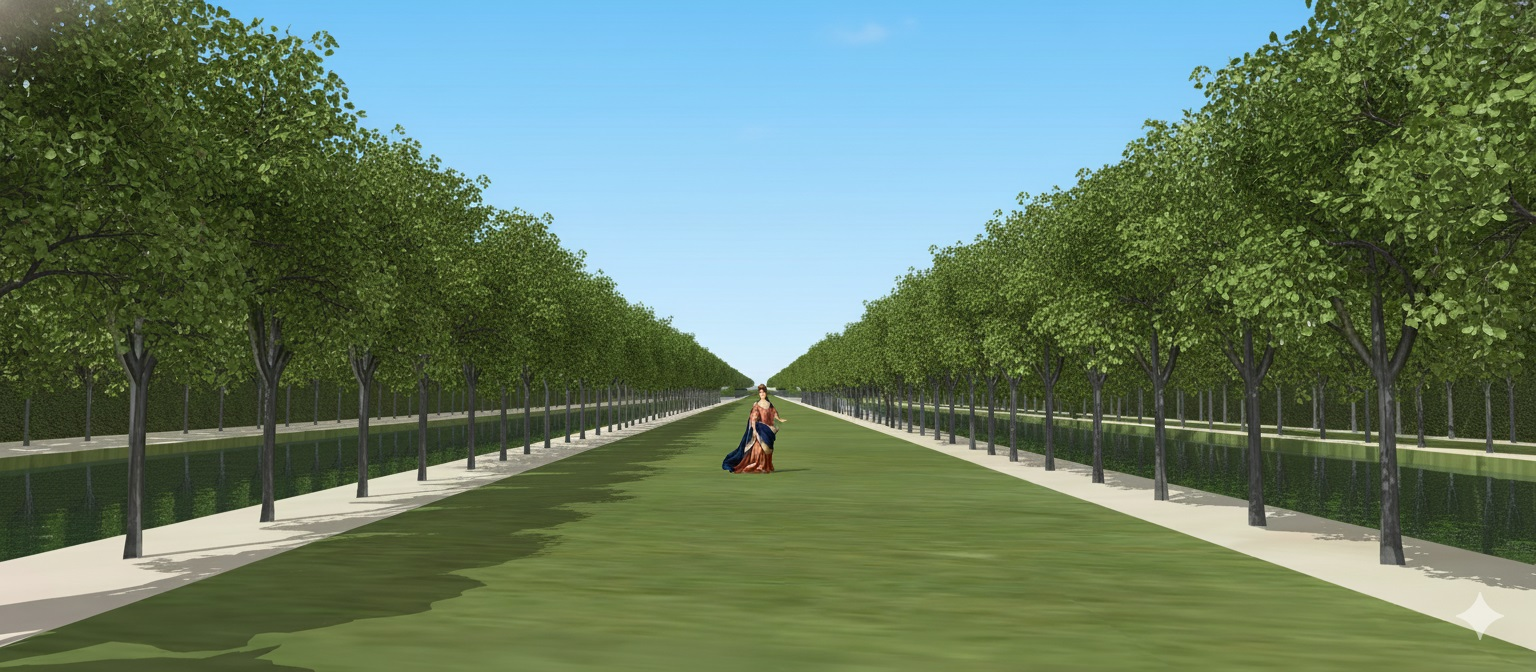
Restitution de l'allée entre les canaux des jardins du château de Gournay-sur-Aronde, Oise, XVIIIe siècle.

### Cartes postales anciennes

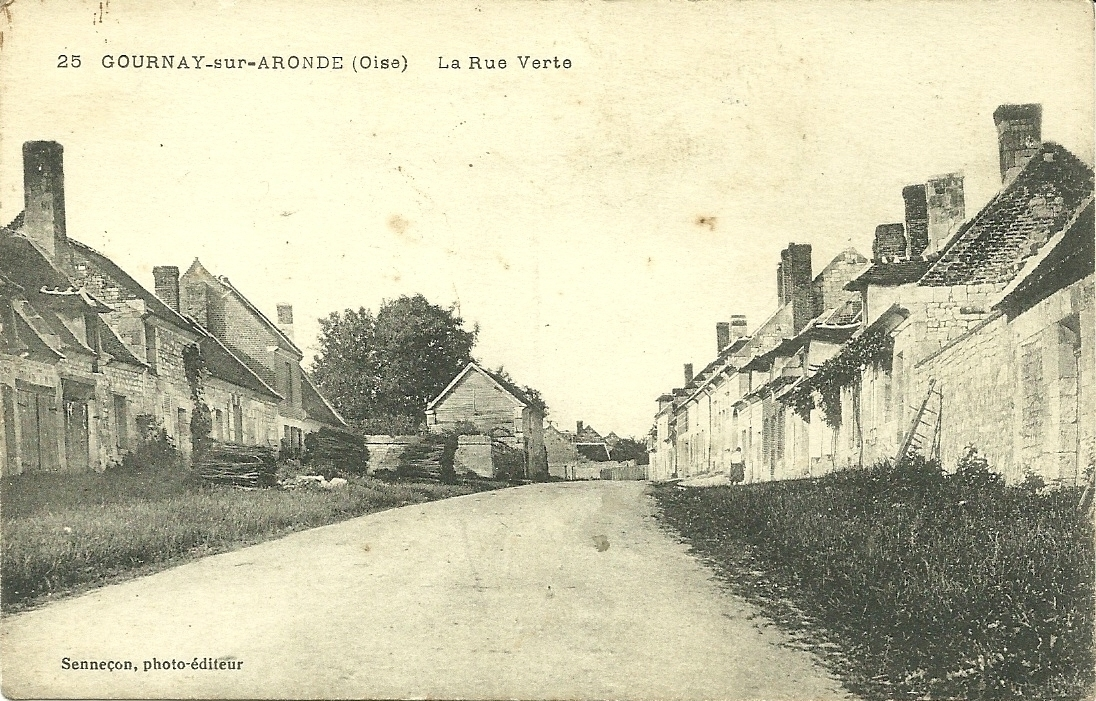
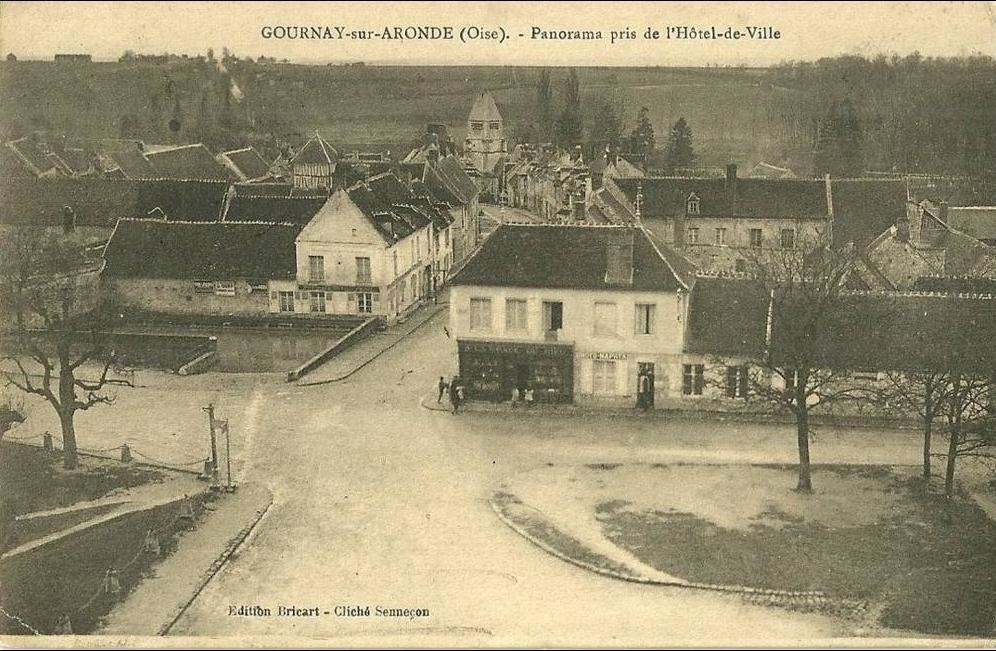
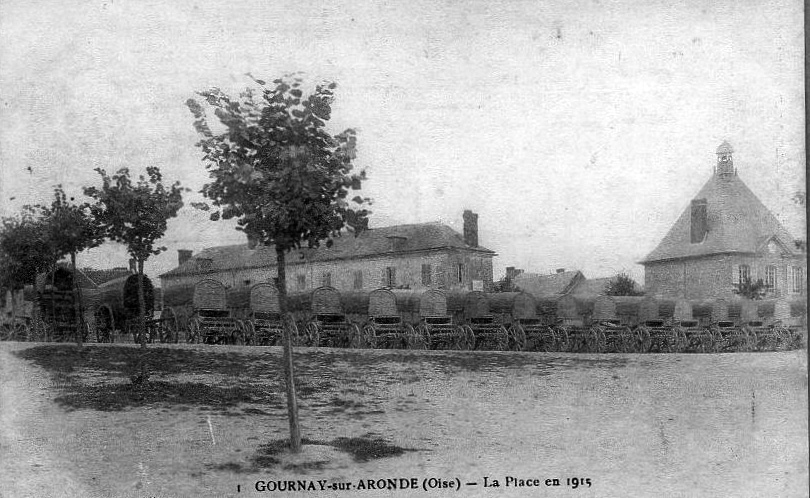
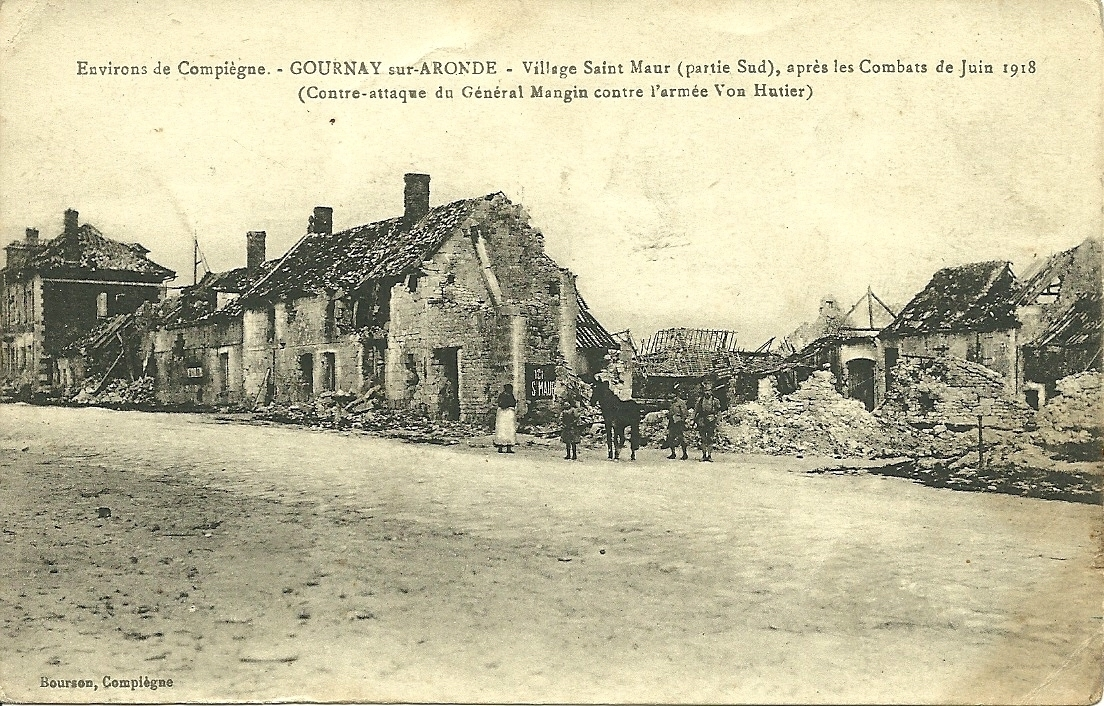
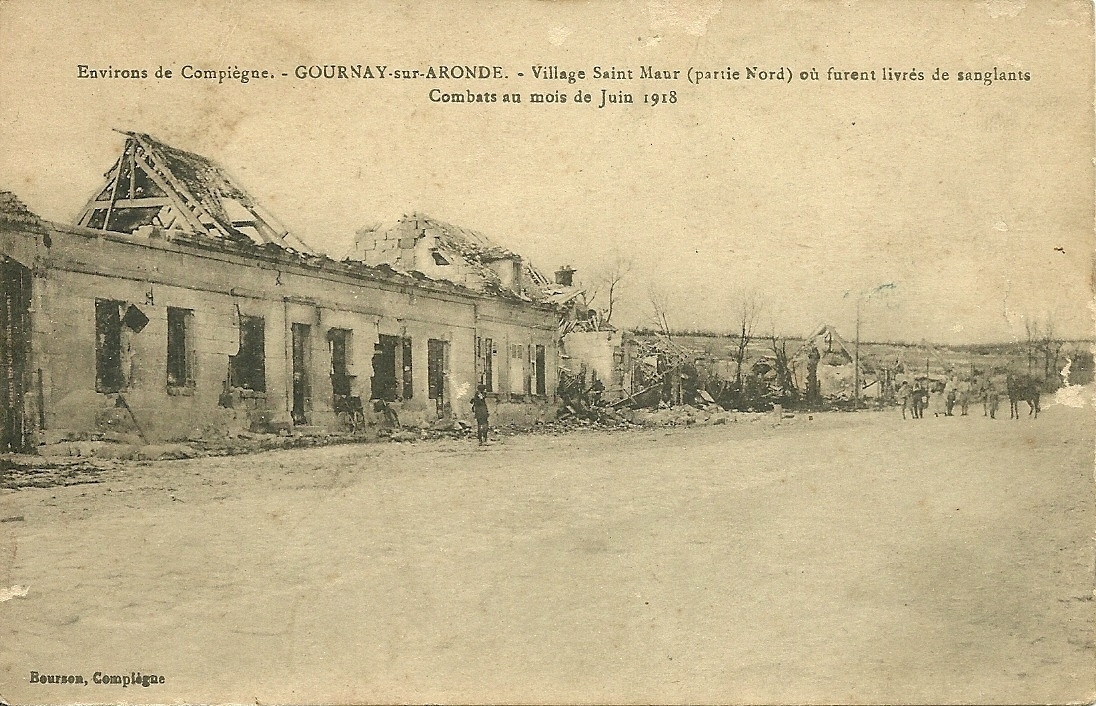

## Personnalités liées à la commune
- Marie de Gournay, « fille d'alliance » de Montaigne.
- Adèle Jarry de Mancy, née Lebreton.